# Zakspeed 891
A Zakspeed 891 egy Formula–1-es versenyautó, melyet a Zakspeed csapat versenyeztetett az 1989-es Formula–1 világbajnokság során. Pilótái Bernd Schneider és Szuzuki Aguri voltak.

## Áttekintés
Miután a turbómotorokat betiltották az új idényben, a Zakspeed sem használhatta tovább a saját gyártású erőforrásait, hanem helyette a Formula–1-be újonnan érkező Yamaha motorjaira cserélték azokat, kizárólagossági szerződéssel.
Mivel a csapatnak az előző évben egyetlen pontot sem sikerült gyűjtenie, így arra kényszerültek, hogy prekvalifikáción vegyenek részt. Ezt megugrani azonban az egész év során mindössze Schneidernek sikerült, és azt is csak két alkalommal: Brazíliában és Japánban. A problémák fő oka a gyenge Yamaha-motor volt, a teljesítményét kb. 560 lóerőben állapították meg a spanyol nagydíjat követően, miközben a rivális Ford és Judd motorok, de még az egyébként szintén gyengébbnek mondható V12-es Lamborghini-motorok is 620 lóerőre voltak képesek, nem beszélve az élmezőny erőforrásairól. A csapat az idény végével meg is szűnt, a Yamaha pedig mint motorszállító kiszállt, hogy a Brabham oldalán térjen vissza 1991-ben.

## Eredmények
(félkövér jelöli a pole pozíciót, dőlt betű a leggyorsabb kört)
| Év   | Csapat               | Motor       | Gumik | Pilóták         | 1   | 2   | 3   | 4   | 5   | 6   | 7   | 8   | 9   | 10  | 11  | 12  | 13  | 14  | 15  | 16  | Pontok | Helyezés |
| ---- | -------------------- | ----------- | ----- | --------------- | --- | --- | --- | --- | --- | --- | --- | --- | --- | --- | --- | --- | --- | --- | --- | --- | ------ | -------- |
| 1989 | West Zakspeed Racing | Yamaha OX88 | P     |                 | BRA | SMR | MON | MEX | USA | CAN | FRA | GBR | GER | HUN | BEL | ITA | POR | ESP | JPN | AUS | 0      | -        |
| 1989 | West Zakspeed Racing | Yamaha OX88 | P     | Bernd Schneider | KI  | NPK | NPK | NPK | NPK | NPK | NPK | NPK | NPK | NPK | NPK | NPK | NPK | NPK | KI  | NPK | 0      | -        |
| 1989 | West Zakspeed Racing | Yamaha OX88 | P     | Szuzuki Aguri   | NPK | NPK | NPK | NPK | NPK | NPK | NPK | NPK | NPK | NPK | NPK | NPK | NPK | NPK | NPK | NPK | 0      | -        |

† - nem fejezte be a futamot, de rangsorolták, mert teljesítette a versenytáv 90 százalékát

## Forráshivatkozások
1. ↑  Motor Yamaha • STATS F1. www.statsf1.com. (Hozzáférés: 2024. október 16.)